# Јовић
Јовић је насеље у општини Ораховац, Косово и Метохија, Република Србија.

## Становништво
| Демографија | Демографија | Демографија |
| Година      | Становника  | Становника  |
| ----------- | ----------- | ----------- |
| 1948.       | 152         |             |
| 1953.       | 167         |             |
| 1961.       | 228         |             |
| 1971.       | 284         |             |
| 1981.       | 345         |             |
| 1991.       | 481         |             |